# Crannes-en-Champagne
Crannes-en-Champagne är en kommun i departementet Sarthe i regionen Pays de la Loire i nordvästra Frankrike. Kommunen ligger i kantonen Loué som tillhör arrondissementet La Flèche. År 2022 hade Crannes-en-Champagne 341 invånare.

## Befolkningsutveckling
Antalet invånare i kommunen Crannes-en-Champagne[källa behövs]
| Referens: INSEE |